# Cyperus commixtus
Cyperus commixtus är en halvgräsart som beskrevs av Georg Kükenthal. Cyperus commixtus ingår i släktet papyrusar, och familjen halvgräs. IUCN kategoriserar arten globalt som sårbar. Inga underarter finns listade i Catalogue of Life.